# Пелікан (геральдика)

Герб із жертвенним пеліканом

Пеліка́н (лат. Pelicanus, Honocrotalus) — гербова фігура у геральдиці, що зображає пелікана. Символ самопожертви, милосердя і любові. Одна із середньовічних алегорій Ісуса Христа і Євхаристії.

## Типи
- Поранений пелікан (англ. pelican vulning) — пелікан, що ранить себе. Сюжет пов'язаний із античною легендою, яку згадує святий Єронім: в умовах смертельної небезпеки пелікан рятує потомство власною кров'ю.
- Жертвенний пелікан (англ. pelican in her piety) — пелікан, що годує власною кров'ю пташенят. У християнській традиції — уособлення Христа, який жертвує собою заради людей і дає їм життя вічне, даруючи свої тіло і кров. У «Божественній комедії» Данте називає Ісуса «нашим пеліканом» (італ. Nostro Pelicano).

## Галерея

Сарночаї
Грандола
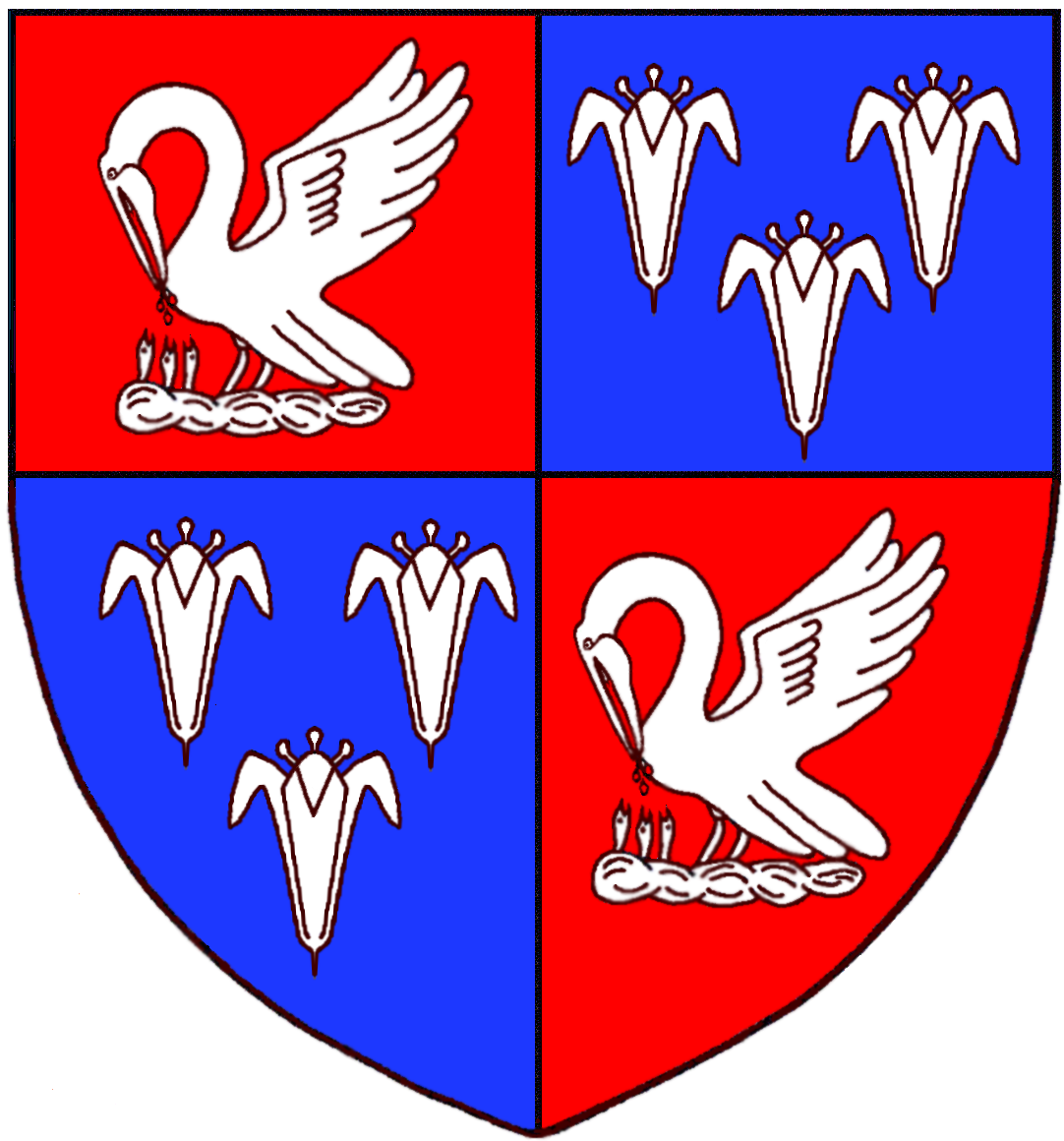
Коледж Корпус-Крісті
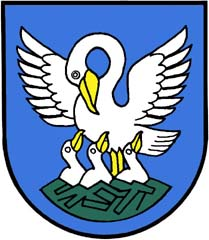
Нойдорф
Пелікан (герб)
Луїзіана
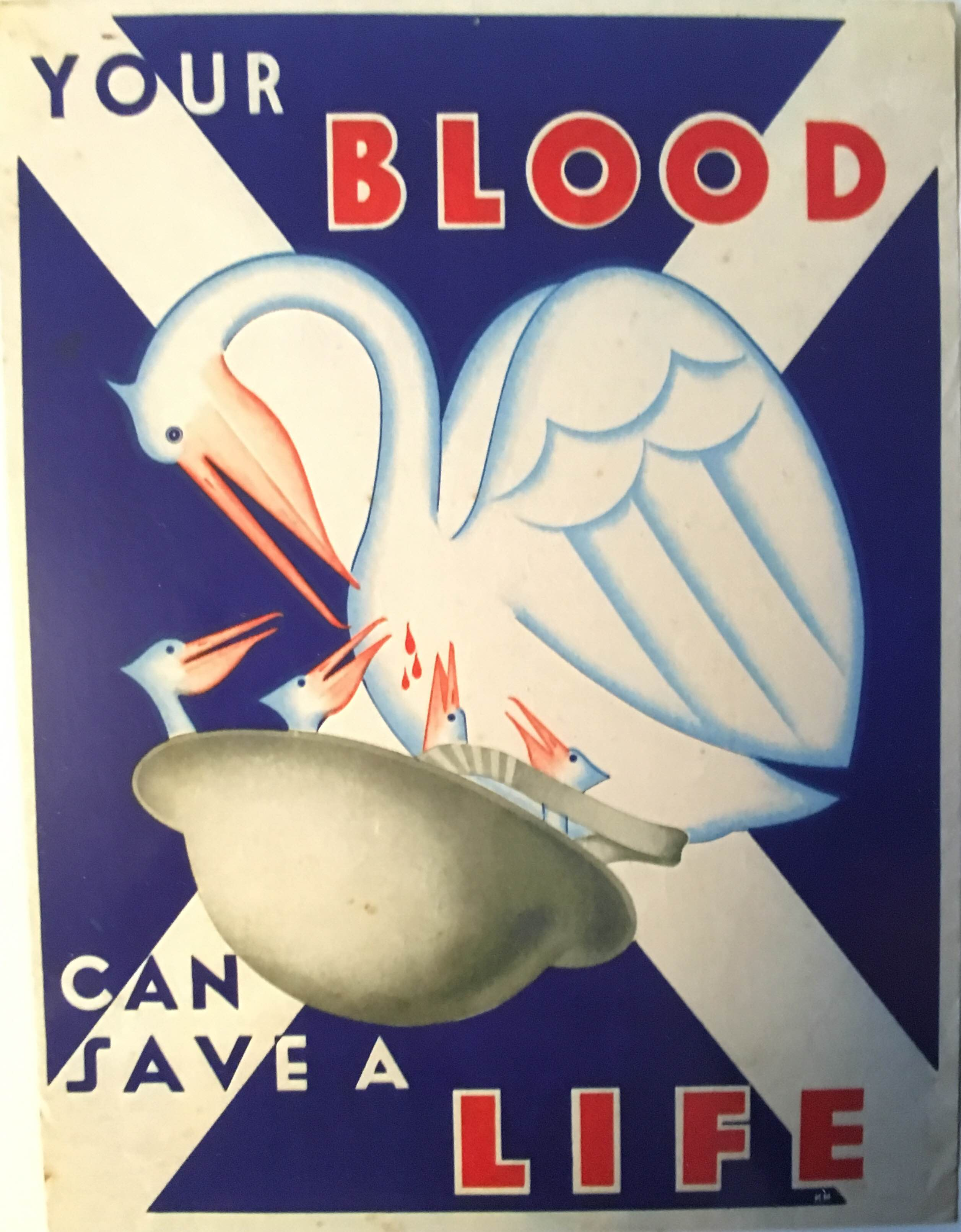
Шотландська асоціація переливання крові